# إيموجن أونا ليمان
إيموجن أونا ليمان هي لاعبة كرلنغ سويسرية، ولدت في 30 ديسمبر 1989 في سويسرا.

## وصلات خارجية
- إيموجن أونا ليمان على موقع الاتحاد الدولي للكرلنغ (الإنجليزية)